# Nikola Hillebrand
Nikola Hillebrand (* 1993 in Recklinghausen) ist eine deutsche Opern- und Konzertsängerin in der Stimmlage Sopran.

## Biografie

### Ausbildung und erste Auftritte
Nikola Hillebrand studierte bereits als 17-Jährige als Jungstudentin und seit ihrem Abitur regulär Gesang an der Hochschule für Musik und Theater München bei Fenna Kügel-Seifried. Währenddessen sammelte sie bei Produktionen der Hochschule und außerdem an der Oper Bonn erste Bühnenerfahrungen und stellte dort von 2013 bis 2015 die Belinda (Dido and Aeneas), die Papagena (Die Zauberflöte) und die Marzelline (Fidelio) dar.

### Entwicklung als Opernsängerin
2015 gab sie ihr Debüt beim Glyndebourne Festival als Blondchen (Die Entführung aus dem Serail) und im Folgejahr die Barbarina (Le nozze di Figaro). Seit 2016 war sie Ensemblemitglied am Nationaltheater Mannheim und stellte dort u. a. unter anderem die Sophie (Der Rosenkavalier), Königin der Nacht (Die Zauberflöte), Despina (Così fan tutte), Poppea (L’incoronazione di Poppea), Gilda (Rigoletto) sowie Adele (Die Fledermaus) dar. An der Semperoper Dresden wirkte sie bei dem im ZDF übertragenen Silvesterkonzert 2018 als Adele in einer halbkonzertanten Darbietung der Fledermaus mit. Von 2020 bis 2024 gehörte sie dem Ensemble dieses Hauses an, gab ihren Einstand als Königin der Nacht und erweiterte ihr Repertoire in der folgenden Spielzeit um Partien wie Konstanze (Entführung aus dem Serail), Pamina (Zauberflöte), Musetta (La Bohème) Gretel (Hänsel und Gretel) und Baronin Freimann (Der Wildschütz). Bei den Richard-Strauss-Tagen 2023 an diesem Haus stellte sie die Sophie im Rosenkavalier und die Zdenka in Arabella dar. Gastspiele führten sie als Zdenka in Arabella an die Oper Bonn (2021) und an das Opernhaus Zürich (2022). Im Januar 2024 debütierte sie am Theater an der Wien als Cunegonde in Leonard Bernsteins Candide. Auf der Seebühne der Bregenzer Festspiele wirkte sie 2024 als Agathe in der Premierenbesetzung von Der Freischütz mit. Am 19. Juli 2024 war sie in der TV-Übertragung dieser Produktion auf ORF 2 und ORF ON zu sehen und zu hören. Seit 2024 arbeitet Hillebrand freischaffend.

### Wirken als Konzertsängerin
Im Wiener Konzerthaus sang Nikola Hillebrand 2021 das Sopransolo in Ein deutsches Requiem von Johannes Brahms. Im Pariser Théâtre des Champs-Élysées überzeugte sie 2023 mit den Sopranpartien (Gabriel und Eva) in Haydns Schöpfung. Als Liedinterpretin war sie beim Heidelberger Wettbewerb „Das Lied“ 2019 erfolgreich und trat u. a. beim Leeds Lieder Festival 2022 und 2024 solistisch auf. Zusammen mit Johannes Kammler und mit Marcelo Amaral am Klavier, später beim Festival Lied Würzburg 2024 auch mit Konstantin Krimmel und Alexander Fleischer sang sie das Italienische Liederbuch von Hugo Wolf und mit Kammler und weiteren Solisten die Liebeslieder-Walzer von Johannes Brahms.

### Privates
Hillebrand lebt in Dresden.

## Preise und Auszeichnungen
- 1. Preis beim Wettbewerb „Das Lied“, Heidelberg 2019.
- Preisträgerin des Dresdner Semperopernballs 2024.[21]

## Diskografie
- Nationaltheaterorchester Mannheim – Wagner / Mozart / Strauss, u. a. mit zwei Konzertarien von Mozart, gesungen von Nikola Hillebrand. Arthaus Musik, 2020.